# Krystyna Wachelko-Zaleska
Krystyna Wachelko-Zaleska, Krystyna Wachelko (ur. 24 stycznia 1954 w Krakowie) – polska aktorka teatralna i filmowa.

## Życiorys
W 1976 roku ukończyła studia na PWST w Warszawie. Występowała na scenach następujących teatrów:
- Teatr na Woli (1976–1977)
- Teatr Dramatyczny w Warszawie (1977–1992)

## Filmografia
- 1975: Personel – dziewczyna w pociągu
- 1975: Wieczór u Abdona – Antonina, służąca Abdona
- 1976: Niedzielne dzieci – Jolanta Górka
- 1977: Coś za coś – dziewczyna z wózkiem na klatce schodowej
- 1978: Aktorzy prowincjonalni – aktorka Daniela
- 1978: Okruch lustra
- 1978: Roman i Magda – Weronika Matwiejczuk, dziewczyna Romana z czasów studiów
- 1978: Ślad na ziemi – Joanna, dziewczyna Gerarda Jasparskiego (odc. 5)
- 1979–1981: Przyjaciele – Olga Osadowska (odc. 1, 2, 4 i 5)
- 1980: Constans – celniczka
- 1980: Punkt widzenia – Olga (odc. 6 i 7)
- 1981: Stacja – dziewczyna
- 1981: Ślepy bokser – Krzysia, sekretarka Gołyźniaka
- 1982: Śpiewy po rosie – Jadźka
- 1983: Nie było słońca tej wiosny – Monika, żona Piotra
- 1985: Medium – farmaceutka
- 1985: Temida – Stefania Stolarska (odc. 2)
- 1989: Ostatni dzwonek – profesor Mariańska
- 1992: Białe małżeństwo – kuzynka Bianki
- 1993: Pora na czarownice – Małochowa
- 1997: Zaklęta – Justyna
- 2001–2002: Marzenia do spełnienia – Krycha
- 2011–2013: Głęboka woda – Agata „Terenia” Dobrzyńska (sezon I, odc. 5; sezon II, odc. 5)

## Teatr telewizji
Ma na koncie wiele ról w spektaklach teatru telewizji. Zagrała m.in. rolę Aliny w „Balladynie” (1982 r.) i Panny Młodej w „Weselu” (1981 r.)

## Dubbing
- 1985–1991: Gumisie –
  - Ursa,
  - kobieta na targu (odc. 17),
  - mama Miltona (odc. 56)

## Nagrody i odznaczenia
W 1977 roku otrzymała nagrodę za rolę kobiecą w filmie Niedzielne dzieci podczas Festiwalu Filmów Autorskich w Bergamo.